# أليكس ثور هوكسون
أليكس ثور هوكسون هو لاعب كرة قدم آيسلندي في مركز الوسط، ولد في 26 نوفمبر 1999 في ألفتينس في آيسلندا. شارك مع منتخب آيسلندا تحت 21 سنة لكرة القدم. أما مع النوادي، فقد لعب مع ستيارنان.

## وصلات خارجية
- أليكس ثور هوكسون على موقع قاعدة بيانات كرة القدم.إي يو (الإنجليزية)
- أليكس ثور هوكسون على موقع ناشيونال فوتبول تيمز (الإنجليزية)
- أليكس ثور هوكسون على موقع Soccerway.com (الإنجليزية)